# Đảng Cộng sản Ý
Đảng Cộng sản Ý (tiếng Ý: Partito Comunista Italiano, PCI) là một đảng chính trị xã hội theo chủ nghĩa cộng sản và dân chủ ở Ý. Đảng được thành lập ở Livorno với tên Đảng Cộng sản Ý (tiếng Ý: Partito Comunista d'Italia, PCd'I) vào ngày 21 tháng 1 năm 1921, khi tách khỏi Đảng Xã hội Ý (PSI), dưới sự lãnh đạo của Amadeo Bordiga, Antonio Gramsci và Nicola Bombacci. Bị đặt ngoài vòng pháp luật trong chế độ phát xít Ý, đảng tiếp tục hoạt động bí mật và đóng vai trò quan trọng trong phong trào kháng chiến ở Ý. Con đường hòa bình và dân tộc đi lên chủ nghĩa xã hội (hay "Con đường đi lên chủ nghĩa xã hội của Ý"), hiện thực hóa công cuộc cộng sản thông qua dân chủ, phản đối sử dụng bạo lực và áp dụng Hiến pháp Ý trong tất cả các bộ phận của nó, một chiến lược được khởi động dưới thời Palmiro Togliatti, trở thành động lực chính trong lịch sử của đảng.
Đổi tên vào năm 1943, PCI trở thành đảng phái chính trị lớn thứ hai của Ý sau Thế chiến thứ hai, nhận được sự ủng hộ của khoảng một phần ba số phiếu bầu trong thập niên  1970. Vào thời điểm đó, đây là đảng cộng sản lớn nhất ở phương Tây, có khoảng 2,3 triệu thành viên vào năm 1947, và tỷ lệ cao nhấủng hộ là 34,4% số phiếu bầu (12,6 triệu phiếu bầu) trong cuộc tổng tuyển cử Ý năm 1976. PCI là một phần của Quốc hội lập hiến Ý và chính phủ Ý từ năm 1944 đến năm 1947, khi Hoa Kỳ ra lệnh loại bỏ PCI và PSI khỏi chính phủ. Liên minh PCI–PSI tồn tại cho đến năm 1956; hai đảng tiếp tục nắm quyền ở cấp địa phương và khu vực cho đến những năm 1990. Ngoài giai đoạn 1944–1947 và sự hỗ trợ không thường xuyên cho phe trung tả (những năm 1960–1970) bao gồm cả PSI, PCI luôn nằm ở phe đối lập trong Quốc hội Ý cho đến khi giải thể vào năm 1991.
Thành phần PCI bao gồm những người theo chủ nghĩa Marx-Lenin và những người theo chủ nghĩa xét lại Marxist, với một phe dân chủ-xã hội tiêu biểu là Miglioristi. Dưới sự lãnh đạo của Enrico Berlinguer và ảnh hưởng của phe Miglioristi trong những năm 1970 và 1980, Chủ nghĩa Mác-Lênin đã bị loại bỏ khỏi điều lệ đảng. PCI đi theo xu hướng cộng sản Tây Âu tìm kiếm sự độc lập khỏi Liên Xô, và chuyển sang hướng xã hội chủ nghĩa dân chủ. Năm 1991, Đảng bị giải thể và tái lập với tên gọi Đảng Dân chủ Cánh tả (PDS), gia nhập Quốc tế Xã hội Chủ nghĩa và Đảng Xã hội Châu Âu. Các thành viên cấp tiến hơn chính thức ly khai để thành lập Đảng Tái lập Cộng sản (PRC).

## Đảng kỳ

1921–1945
1945–1951
1951–1991